# Zurich Open 2006
Zurich Open 2006 - жіночий тенісний турнір, що проходив на закритих кортах з твердим покриттям. Належав до турнірів 1-ї категорії в рамках Туру WTA 2006. Відбувсь удвадцятьтретє і тривав з 16 до 22 жовтня 2006 року.

## Фінальна частина

### Одиночний розряд
Марія Шарапова —  Даніела Гантухова, 6–1, 4–6, 6–3

### Парний розряд
Кара Блек /  Ренне Стаббс —  Лізель Губер /  Катарина Среботнік, 7–5, 7–5